# المتحف الوطني الأيرلندي
المتحف الوطني الأيرلندي (بالأيرلندية: Ard-Mhúsaem na hÉireann) هو المتحف الوطني لجمهورية أيرلندا، يرتكز نشاطه بشكل خاص على الفن والثقافة والتاريخ الطبيعي لأيرلندا. يمتلك المتحف ثلاثة مراكز في دبلن بالإضافة إلى واحد آخر في مقاطعة مايو.

## تاريخ
نشت المتحف الوطني الأيرلندا نتيجة لاندماج أجزاء من مجموعات عدد من المؤسسات الثقافية الأيرلندية في دبلن، والتي يرجع تاريخها للقرنين الثامن عشر.والتاسع عشر، بما فيها جمعية دبلن الملكية والأكاديمية الملكية الأيرلندية. يرجع جزء كبير من المجموعات الأقدم في المتحف إلى حد كبير لتلك العينات الجيولوجية والمعدنية، التي جمعت من قبل جمعية دبلن الملكية كوسيلة لتحسين المعرفة واستخدام الموارد في أيرلندا. تتكون مجموعة المتحف أيضا من مجموعة من العينات تاريخية تم الحصول عليها عن طريق شراء مجموعة ناثانيل جوتفريد ليسك في 1792.
عقدت واحدة من أولى النسخ لمتحف جمعية دبلن الملكية في هوكينز ستريت هاوس، حيث عرضت مجموعة خزانة ليسكيان المعدنية المكونة من مجموعة من القوالب والتماثيل. كان هذا المعرض مفتوحا في وجه الجمهور أيام الاثنين والأربعاء والجمعة، خلال فترة ما بين الظهر والثالث مساء. بصرف النظر عن المعرض كان هناك قاعة محاضرات ومختبر ومكتبة. انتقل بعدها المتحف إلى لينستر هاوس بحلول سنة 1815، عندما اشترته جمعية دبلن الملكية من دوق لينستر الثالث. هناك، استمر عرض مجموعة خزانة ليسكيان، جنبا إلى جنب مع مجموعات أستاذ علم المعادن والجيولوجيا السير كارل لودفيج جيسيك، المنضمة حديثا، والتي تكونت من معادن وعينات جيولوجية من جزيرة أيرلندا.
جيسيك كان هو أول من أشار إلى المتحف باسم «المتحف الوطني لأيرلندا» في سنة 1832 في سياق الفهرس الذي أعده حول عينات من الحشرات الطيور. بعد وفاة جيسيك في سنة 1833، عين جون سكولر في سنة 1834 كقيم فني على المتحف. خلال ذلك، كانت مجموعات المتحف مفتوحة بالنسبة للجمهور يومين في الأسبوع (من الظهيرة إلى غاية الساعة الثالثة بعد الظهر)، والطلاب في جميع الأوقات.
أدت الحاجة الملحة لوجود متحف جديد إلى بناء المبنى الذي يضم حاليا متحف التاريخ الطبيعي في شارع ميريون. مع التوسع والتطوير المرتقب للمتحف، طلب سكولر من جمعية دبلن الملكية تعيين قيم فني أو مدير للمتحف. وهو الأمر الذي تم التجاوب معه بحلول سنة 1851 من خلال تعيين ألكسندر كارتي. قام كارتي بترميم المجموعات وإعادة تنظيمها والإشراف على مقتنيات مقدمة من طرف السير فرانسيس مكلينتوك والسير ويليام وايلد والسير ريتشارد جريفيث.
بحلول سنة 1853 كان المتحف جزء من المعرض الدولي للصناعة الفنية، أين عرض أشياء في قاعة الآثار جنبا إلى جنب مع الأكاديمية الملكية الأيرلندية. فتح المتحف في وقت لاحق في وجه الجمهور لخمسة أيام في الأسبوع.

## الفروع

### علم الآثار
يعرض فرع متحف علم الآثار التابع للمتحف الوطني الأيرلندي الذي يقع في شارع كيلدير (أيرلندا) قطعا أثرية من مختلف الحقبات الزمنية، بما فيها كنوز الكنائس وأشياء من عصر الفايكنج وفترات العصور الوسطى. تشمل معروضات معرض ملوك وتضحيات أجسام مغيضية محفوظة بشكل جيد بالإضافة إلى منحوتة رجل رالغان. ضمن ذات المتحف تقام عروض خاصة لعناصر من مصر وقبرص والعالم الروماني، بالإضافة إلى معارض خاصة أخرى يتم عقدها بانتظام.
تشمل معروضات هذا القسم أمثلة شهيرة لقطع معدنية قديمة من أيرلندا يعود تاريخها للعصور الوسطى، على غرار كأس أرداغ وبروش تارا. كما وتشمل قطع ما قبل التاريخ التابعة للمتحف، قطع برويثر الذهبية من العصر الحديدي وأكثر من 50 زنابة ذهبية (زخرفة عنق على شكل هلال) وغيرها من المجوهرات التي يرجع تاريخها إلى العصر البرونزي. عثر على عدد من هذه القطع خلال القرن التاسع عشر من قبل فقراء أو عمال زراعيين، عندما أدى توسع السكان إلى زراعة الأراضي التي لم تمس منذ العصور الوسطى.
في الواقع، ولولا تدخل جورج بيتري من الأكاديمية الملكية الأيرلندية وأعضاء الجمعية الملكية للآثار في أيرلندا، لأصبح مصير معظم الأعمال المعدنية هو الذوبان بغرض مقايضة قيمة المادية. بالرغم من ذلك، غالبا ما كان يحدث على الرغم من جهودهم، على عكس الأيرلنديين المعاصرين الأكثر انضباطا عندما يتعلق الأمر بتراثهم؛ الأمر الذي يمكن رؤيتهم جليا في مثال مخطوطة مزامير فدان مور (نسبة إلى بلدة فدان مور الأيرلندية)، الذي تم اكتشافه والإبلاغ عنه من قبل مشغل آلة بحلول يوليو من سنة 2006.

### الفنون الزخرفية والتاريخ
يتوفر المتحف الوطني الأيرلندي أيضا على فرع للفنون الزخرفية والتاريخ يقع مقره في ثكنة كولينز، وهي الثكنة العسكرية السابقة التي سميت باسم مايكل كولينز في سنة 1922. بحلول سنة 1997، افتتح هذا الموقع، ليضم المركز الإداري للمتحف بالإضافة إلى متجر ومقهى.
يقدم هذا القسم على عروضا للأثاث والفضة والسيراميك والأواني الزجاجية، بالإضافة إلى أمثلة للحياة الشعبية والأزياء والمال والأسلحة. من جملة هذه المعروضات نجد مثلا مزهرية الخزف الصيني التي تدعى باسم مزهرية فونتيل التي يرجع تاريخها إلى حوالي 1300 ميلادي. حيث يتم بشكل منتظم إقامة معارض خاصة؛ في صيف سنة 2007، على سبيل المثال، استقبل هذا الفرع من المتحف عرضا لنسخ طبق الأصل من ستة صلبان إيرلندية عالية منحوتة، تم عرضها في وقت لاحق دوليا.
يقدم معرض جنود ورؤساء لزواره عرضا لتحف فنية وتذكارات عسكرية تصور التاريخ العسكري لأيرلندا من 1550 إلى يومنا هذا.

### حياة الريف
متحف حياة الريف، هو أحدث فرع للمتحف وهو أيضا الوحيد الذي يقع مقره خارج مدينة دبلن، حيث على الطريق السريع رقم 5 على بعد ثمانية كيلومترات شرق كاسلبار، في مقاطعة مايو. افتتح لأول مرة بحلول سنة 2001.
يركز المتحف في عروضه على الحياة المعتادة خلال منتصف القرن التاسع عشر وإلى غاية منتصف القرن العشرين، مع الكثير من المواد القادمة من الريق الأيرلندي خلال ثلاثينيات القرن العشرين. حيث نجد عروضا عن المنزل والبيئة الطبيعية والحرف والمجتمعات في ريف أيرلندا.

### التاريخ الطبيعي
يقع متحف التاريخ الطبيعي، الذي يعد فرعا من من فروع المتحف الوطني الأيرلندي (على الرغم من الاعتقاد السائد بكونه متميز عنه)، في شارع ميريون في دبلن. تضم مجموعة متحف التاريخ الطبيعي أكثر من مليوني عينة، في مجالات علم الحيوان والجيولوجيا؛ حوالي مليون منها هي حشرات. في السابق، كانت هناك أيضا مجموعة نباتية، ولكن تم نقلها إلى الحدائق النباتية الوطنية في سنة 1970. كما هو الحال مع العديد من متاحف التاريخ الطبيعي الأخرى، لا يتم عرض معظم العينات، على سبيل المثال المجموعات الجيولوجية. في سنة 1962، تم هدم المبنى الذي كان يعرف باسم «الملحق»، والذي ضم المعروضات الجيولوجية الرئيسية لإفساح المجال لمكتب مجلس دويل أيرن، مما أدى إلى وضع هذه المجموعات في المخازن في مباني بيغارس بوش وأماكن أخرى منذ ذلك الحين. لم تتغير مجموعته ومظهره الفيكتوري بشكل كبير منذ أوائل القرن العشرين.